# (17748) Uedashoji
(17748) Uedashoji est un astéroïde de la ceinture principale.

## Description
(17748) Uedashoji est un astéroïde de la ceinture principale. Il fut découvert le 1er février 1998 à Saji par l'Observatoire de Saji. Il présente une orbite caractérisée par un demi-grand axe de 2,36 UA, une excentricité de 0,21 et une inclinaison de 3,8° par rapport à l'écliptique.

## Compléments